# クラップフェン

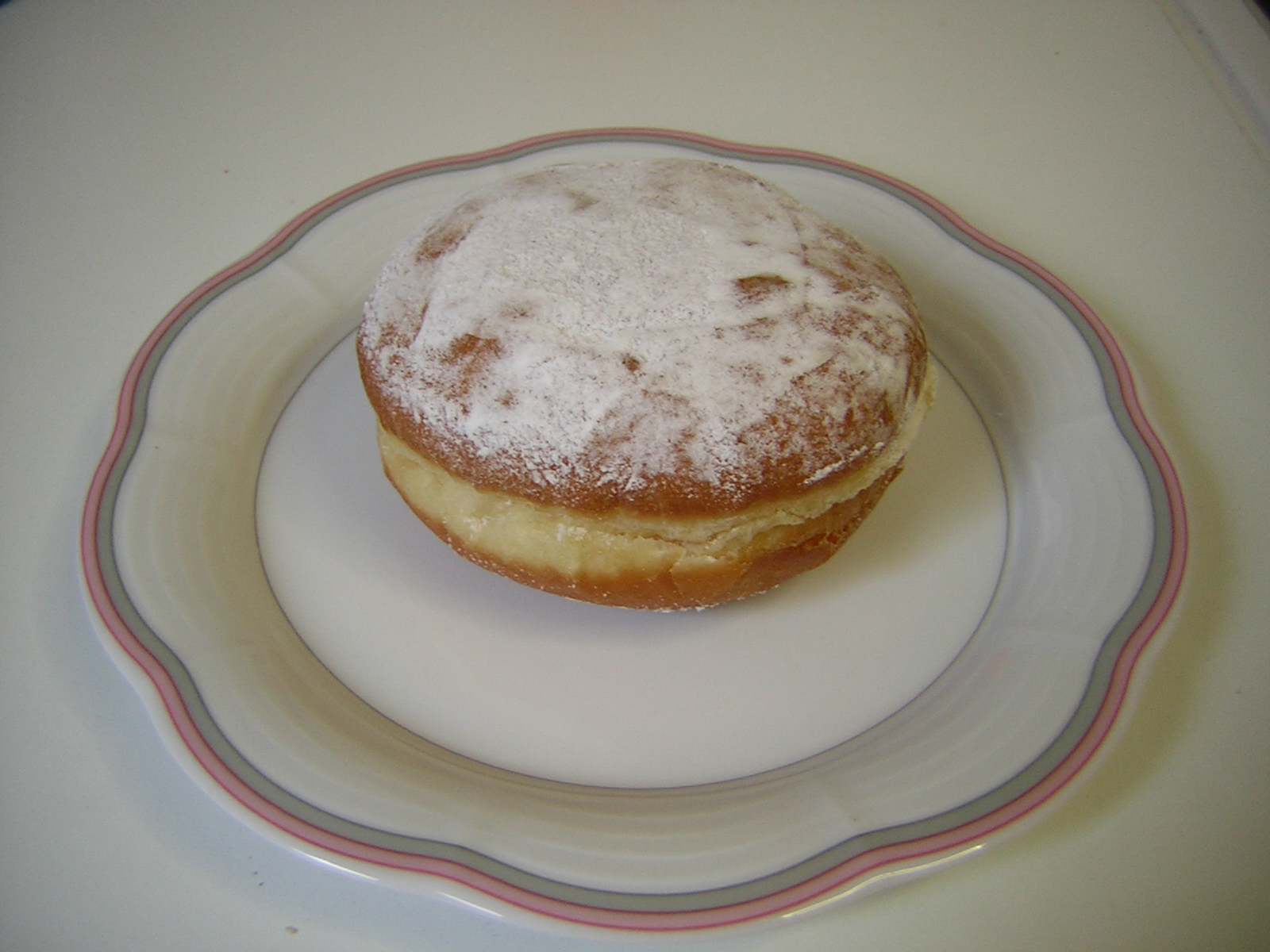
オーストリア式クラップフェン

クラップフェン（Krapfen）は、ドイツを中心とした地域の揚げパン、ドーナツの一種である。南部ドイツでの名称はクレップフェル（Kräpfel）。その食感を、あんドーナツのようだという人もいる。中にローズヒップやアプリコットなどのマーマレードが詰められていることが多い。謝肉祭の時期によく売られている。
ベルリーナー・プファンクーヘンはクラップフェンの一種で、北部ドイツでよく食される。ジョン・F・ケネディによる演説の文句「イッヒ・ビン・アイン・ベルリーナー」によっても有名になった。